# 玉蟲敏子
玉蟲 敏子（たまむし さとこ、1955年4月25日 - ）は、日本の美術史学者。武蔵野美術大学教授。専門は日本美術史。

## 略歴
東京都出身。
1974年女子学院高等学校卒、1978年東北大学文学部東洋美術史卒、1980年同大学院博士課程前期修了、同年静嘉堂文庫美術館学芸員、主任学芸員、1992年-2000年、東京国立文化財研究所情報資料部調査員、1994年『酒井抱一筆夏秋草図屏風』でサントリー学芸賞受賞、2001年武蔵野美術大学造形学部教授、2004年「<琳派>と日本の造形文化」で東北大学博士（文学）、同年國華賞受賞。2013年『俵屋宗達 金銀の〈かざり〉の系譜』で芸術選奨文部科学大臣賞受賞。2018年紫綬褒章。

## 著書
- 『酒井抱一筆夏秋草図屏風 追憶の銀色』（平凡社、絵は語る)　1994
- 『生きつづける光琳 イメージと言説をはこぶ《乗り物》とその軌跡』（吉川弘文館） 2004
- 『都市のなかの絵 酒井抱一の絵事とその遺響』（ブリュッケ） 2004
- 『もっと知りたい酒井抱一 生涯と作品』（東京美術、アート・ビギナーズ・コレクション） 2008
- 『俵屋宗達 金銀の〈かざり〉の系譜』（東京大学出版会） 2012
- 『日本美術のことばと絵』（KADOKAWA） 2016

### 編著
- 『酒井抱一』（新潮社、新潮日本美術文庫） 1994
- 『佐竹曙山・増山雪斎 博物画譜』（駸々堂出版、江戸名作画帖全集8） 1995
- 『琳派とデザイン・装飾・かざり』（至文堂、日本の美術 第464号） 2005
- 『<かざり>と<つくり>の領分』（東京大学出版会、講座日本美術史5） 2005
- 『年譜でたどる琳派400年』（河野元昭監修、奥平俊六, 中部義隆, 並木誠士共著、淡交社） 2015
- 『もっと知りたい本阿弥光悦 生涯と作品』（内田篤呉, 赤沼多佳共著、東京美術、アート・ビギナーズ・コレクション） 2015

## 論文
- <玉蟲敏子